# Kulho (Turku)
Pour les articles homonymes, voir Kulho.
Kulho est une île de l'archipel finlandais du quartier de Satava à Turku en Finlande,,
.

## Présentation
Kulho est une île située entre les îles Ruissalo et Kakskerta à l'ouest du détroit Lemunaukko.
La majeure partie de l'île est la propriété de la ville de Turku.
La superficie de l'île est de 1,81 kilomètre carré  dont environ 60 hectares de terres arables.
Sa plus grande longueur est de 2,5 kilomètres dans la direction Est-ouest.
La partie centrale couverte de roseau commun est une réserve naturelle (superficie 21 hectares), tout comme la coline  Linnavuori (4 hectares) dans la partie orientale.
Kulho n'a que quelques résidents permanents.
Il y a plusieurs résidences d'été aux extrémités est et ouest de l'île

## Protection
Kulho est une riche zone aviaire où nichent de nombreuses espèces.
En plus des espèces d'oiseaux des bois et d'une forte population de picidés, le rare busard des roseaux choisit parfois l'île comme habitat.
Certaines espèces végétales rares, telles que la céraiste à cinq étamines et la véronique printanière (Veronica verna) peuvent se rencontrer dans les petites prairies sèches à flanc de colline de Kulho.
La majeure partie de l'île de Kulho est une zone Natura 2000.